# Pedaliodes fumaria
Pedaliodes fumaria är en fjärilsart som beskrevs av Otto Thieme 1905. Pedaliodes fumaria ingår i släktet Pedaliodes och familjen praktfjärilar. Inga underarter finns listade i Catalogue of Life.